# Ермезинда I (Люксембург)
Ермезинда I Люксембургска (на немски: Ermesinde I von Luxemburg, на френски: Ermesinde de Luxembourg; * ок. 1080; † 24 юни 1143) е чрез женитба графиня на Дагсбург и графиня на Намюр. През 1136 г. тя е графиня на Люксембург.

## Живот
Тя е втората дъщеря на граф Конрад I Люксембургски († 1086) и съпругата му Клеменция Аквитанска († сл. 1129), дъщеря на Вилхелм VII, херцог на Аквитания от род Рамнулфиди. Сестра е на граф Хайнрих III († 1096) и граф Вилхелм I († 1131).
Тя се омъжва през 1096 г. първо за Алберт I фон Егисхайм, граф на Дагсбург и Моха (* ок. 1065, † 24 август 1098) от род Етихониди. След неговата смърт Ермезинда се омъжва през 1109 г. за Готфрид I, граф на Намюр († 19 август 1139) от Дом Намюр.
Нейният племенник Конрад II Люксембургски умира през 1136 г. и Ермезинда е определена от император Фридрих I Барбароса за наследничка на Графство Люксембург. Той дава графството на най-големия ѝ син Хайнрих IV.

## Деца
От брака си с Алберт има две деца:
- Хуго IX († сл. 1137), 1103 граф на Дагсбург, 1130/1137 доказан, ∞ Гертруд, от Лооц, доказана ок. 1153
- Мехтилд или Матилда († сл. 1157), ∞ 1120 г. Фолмар V, граф на Мец и граф на Хомбург († 1145)

От брака си с Готфрид I има децата:
- Алберт († 1127)
- Хайнрих IV Слепи († 14 август 1196), 1136 граф на Люксембург, ∞ 1171 г. Агнес, дъщеря на Хайнрих, граф на Гелдерн
- Клеменция († 28 декември 1158), ∞ 1130 Конрад, херцог на Церинген († 1152) (Церинги)
- Алиса, ∞ 1130 Балдуин IV, граф на Хенегау, 1163 граф на Намюр († 8 ноември 1171)
- Беатрис († 1160), ∞ Гонтиер, граф на Ретел († 1148)